# Скулова кост
Скулова кост или само скула (на старогръцки: ζῠγόν, на латински: os zygomaticum), е чифтна кост, разположена в лицевата част на черепа. Намира се под окото и образува изпъкналостта на бузата.

## Анатомия
Скулата образува част от орбитата на окото и участва в структурирането на лицевия скелет. Тя свързва лицевите кости с темпоралната кост (os temporale) и горната челюст (maxilla).
Скулата има четири основни повърхности:
- Лицева – насочена към кожата на лицето, образувайки издадената част на скулите
- Орбитална – насочена към орбитата на окото и участва в оформянето на орбиталната кухина
- Темпорална – съседна на темпоралната кост
- Максиларна – насочена към горната челюст

## Функции
Скулите осигуряват точка на прикрепване за някои лицеви мускули, които са важни за дъвчене и изражения на лицето.

## Клинично значение
Травми на скулите могат да бъдат резултат от падания, удари или други наранявания и често изискват медицинско внимание. Скулите могат да бъдат подложени на различни хирургични процедури, включително реконструкция и козметични операции.